# Pleurothallis barbata
Pleurothallis barbata là một loài thực vật có hoa trong họ Lan. Loài này được Westc. miêu tả khoa học đầu tiên năm 1841.